# All Right Now

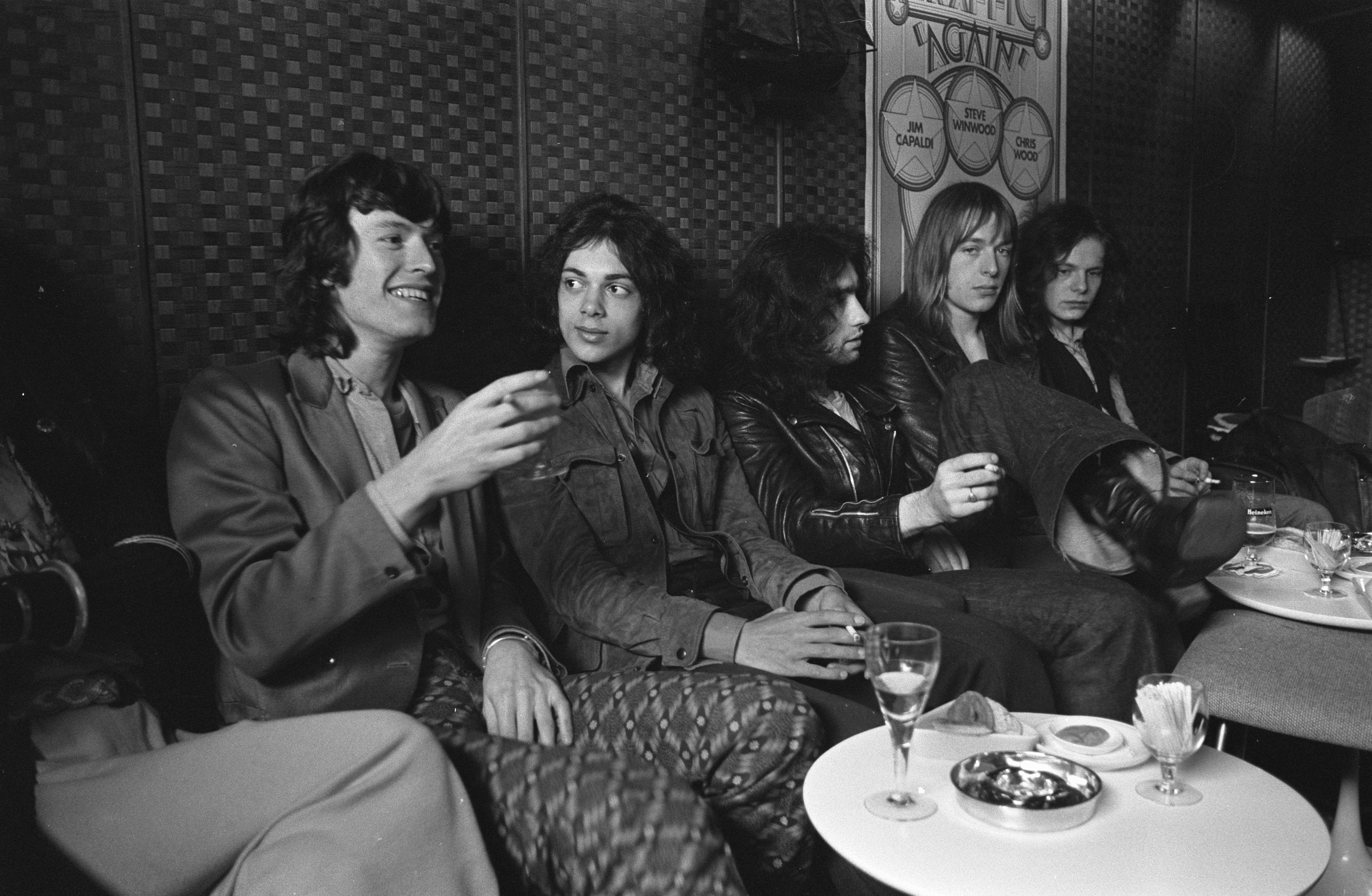
Free y Steve Winwood, de izquierda a derecha: Steve Winwood, Andy Fraser, Paul Rodgers, Simon Kirke y Paul Kossoff.

«All Right Now» es una canción escrita por Andy Fraser y Paul Rodgers, se incluyó originalmente en el álbum Fire and Water (1970) de la banda inglesa de rock Free, grabado para la compañía discográfica Island Records.
Producido por Simon Kirke y Paul Kossoff, además de Fraser y Rodgers, el sencillo alcanzó los puestos número 2 en la lista de sencillos en el Reino Unido, y el puesto número 4 en las listas de Estados Unidos.